# Бюшвиллер
Бюшвилле́р (фр. Buschwiller) — коммуна на северо-востоке Франции в регионе Гранд-Эст (бывший Эльзас — Шампань — Арденны — Лотарингия), департамент Верхний Рейн, округ Мюлуз, кантон Сен-Луи. До марта 2015 года коммуна административно входила в состав упразднённого кантона Юненг (округ Мюлуз).
Площадь коммуны — 4,16 км², население — 942 человека (2006) с тенденцией к росту: 1005 человек (2012), плотность населения — 241,6 чел/км².

## Население
Численность населения коммуны в 2011 году составляла 987 человек, а в 2012 году — 1005 человек.
| 1962 | 1968 | 1975 | 1982 | 1990 | 1999 | 2006 | 2007 | 2011 | 2012 |
| ---- | ---- | ---- | ---- | ---- | ---- | ---- | ---- | ---- | ---- |
| 559  | 607  | 762  | 759  | 767  | 883  | 942  | 950  | 987  | 1005 |

Динамика населения:

## Экономика
В 2010 году из 657 человек трудоспособного возраста (от 15 до 64 лет) 522 были экономически активными, 135 — неактивными (показатель активности 79,5%, в 1999 году — 70,0%). Из 522 активных трудоспособных жителей работали 478 человек (267 мужчин и 211 женщин), 44 числились безработными (16 мужчин и 28 женщин). Среди 135 трудоспособных неактивных граждан 43 были учениками либо студентами, 37 — пенсионерами, а ещё 55 — были неактивны в силу других причин.
На протяжении 2011 года в коммуне числилось 446 облагаемых налогом домохозяйств, в которых проживало 977,5 человек. При этом медиана доходов составила 33857 евро на одного налогоплательщика.